# Hemiceras cotto
Hemiceras cotto är en fjärilsart som beskrevs av Dyar 1908. Hemiceras cotto ingår i släktet Hemiceras och familjen tandspinnare. Inga underarter finns listade i Catalogue of Life.